# Actium tempus
Actium tempus är en skalbaggsart som beskrevs av Albert A. Grigarick och Schuster 1971. Actium tempus ingår i släktet Actium och familjen kortvingar. Inga underarter finns listade i Catalogue of Life.